# Myrmarachne kuwagata
Myrmarachne kuwagata är en spindelart som beskrevs av Takeo Yaginuma 1967. Myrmarachne kuwagata ingår i släktet Myrmarachne och familjen hoppspindlar. Inga underarter finns listade i Catalogue of Life.